# Dagmar Edith Holá
Dagmar Edith Holá (* 7. června 1973 Jablonec nad Nisou) je česká spisovatelka. Vystudovala Střední knihovnickou školu, dálkově studovala 4 roky JABOK). V roce 2014 absolvovala roční kurz Tvůrčího psaní u scenáristky Markéty Dočekalové a v roce 2015 půlroční kurz u spisovatelky Jany Šrámkové na Literární akademii J. Škvoreckého. Na konci roku 2016 založila internetový magazín ATYP přinášející osvětu o autismu a od té doby je jeho šéfredaktorkou.

## Biografie
Kvůli své autobiografické prvotině začala psát pod pseudonymem Edith Holá. Román Cesta k mým matkám vyšel v roce 2010 a vzbudil zájem v oblasti náhradní rodinné péče. Je kritikou státního systému adopce a pěstounské péče, kdy autorka odhalila svou bolavou zkušenost z náhradní rodiny se 13 dalšími dětmi, ve které se výchova stala autoritářskou a některé děti byly týrány. V první polovině románu autorka popsala hledání biologické matky. Autorka po vydání knihy pořádala několik seminářů pro náhradní rodiče pod záštitou organizací Routa a Dobrá rodina.
Druhý román s názvem O ženách a o lásce byl pokřtěný 17. května 2014 na pražském Světě knihy. Věnuje se surrogátnímu mateřství. Psaní Edith Holé je ovlivněno publicistickým stylem, vychází tedy i v této knize z autentických zkušeností. Tentoktáte posbíraných od několika žen, které tajně odnosily dítě jiné ženě. Kniha "O ženách a o lásce" byla na druhém místě mezi romány roku 2014 (cenu 29.9.2015 předávala akademie literárního salónu Blinkr v Kavárně Čas, je udělována s podporou Obce spisovatelů.
Od roku 2009 pracovala na projektu Pohádky pro kulíšky. V rámci něho vydala dvě sbírky pohádek od různých autorů (spisovatelé, novináři, blogeři a jiní psavci). Projekt završila knihou Vítej, Kulíšku, v níž je obsaženo 7 duhových pohádek pro matky na jednotce intenzivní péče, které tam pobývají mnoho dní i týdnů se svým předčasně narozeným dítětem v inkubátoru.
Dagmar Edith Holá píše stylem, který by se dal nazvat terapeutickým procesem. Psaní má rychlý spád, střídají se myšlenky, akce a sny. Čtenář se ocitne na detektivní cestě a až při čtení mu dojde, že nehledá viníka, ale bolesti, rány a stíny v sobě. Od roku 1995 do roku 2016 pracovala jako produkční a dokumentaristka v Lidových novinách. Poté dva roky jako PR a pracovník v sociálních službách v neziskové organizaci pro seniory a lidi na invalidním vozíku.
Postupně psaním textů pro média přidala občanské jméno Dagmar. Pod pseudonymem už nepíše, ale Edith přidala ke svému občanskému jménu. Její publicistické texty najdete od roku 2016 především v ATYP magazínu. Dříve v Lidových novinách, v odborném časopisu Pro města a obce, ve Vlastě, web Ženy.cz, Tukutuku.cz, Rodicevitani.cz, Vitalia.cz. 25. listopadu 2016 založila internetový magazín ATYP s podtitulem „časopis pro lidi s jinakostí a jejich okolí“. Spolu s lidmi na spektru autismu přinášejí osvětu o autismu. Za projekt Pohádky pro kulíšky - výzva Nedoklubka a Duhové pohádky získala 17. listopadu 2012 Purpurové srdce.